# Toplița - Scaunul Rotund Borsec
Toplița - Scaunul Rotund Borsec este o arie protejată (arie specială de conservare — SAC, sit de importanță comunitară — SCI) din România, desemnată în scopul protejării biodiversității și menținerii într-o stare de conservare favorabilă a florei spontane și faunei sălbatice, precum și a habitatelor naturale de interes comunitar aflate în arealul zonei de protecție. Aceasta se întinde pe o suprafață de 5.617,2 ha, integral pe uscat.

## Localizare
Centrul sitului Toplița - Scaunul Rotund Borsec este situat la coordonatele 46°57′51″N 25°28′30″E / 46.964183°N 25.474939°E, în județul Harghita. Situl se întinde pe teritoriile administrative ale localităților Borsec, Sărmaș și Toplița.

## Înființare
Situl Toplița - Scaunul Rotund Borsec (ROSCI0252) a fost declarat sit de importanță comunitară în decembrie 2007 pentru a proteja 3 specii de animale. Situl include rezervația naturală Scaunul Rotund și a fost protejat și ca arie specială de conservare în mai 2022.

## Biodiversitate
Situată în ecoregiunea alpină, aria protejată conține 1 habitat natural: Izvoare petrifiante cu formare de travertin (Cratoneurion).
La baza desemnării sitului se află mai multe specii protejate de  mamifere (3): lupul (Canis lupus), râs eurasiatic (Lynx lynx), urs brun (Ursus arctos).